# Aiats (l'Esquirol)
Aiats és una masia de l'Esquirol (Osona) inclosa a l'Inventari del Patrimoni Arquitectònic de Catalunya.

## Descripció
Masia de planta rectangular i coberta a dues vessants amb carener perpendicular a la façana, la qual s'orienta cap a ponent. El portal és adovellat i descentrat del cos de l'edificació, al damunt hi ha una finestra amb la llinda decorada i sota l'ampit hi ha una espitllera tapiada. La vessant esquerra és més prolongada i abriga un cos de construcció recent que s'adossa al mas. A la part de migdia s'hi adossa una altra cos, més baix i cobert a una sola vessant. Sobresurt un balcó del mas que s'assenta sobre aquesta construcció. És construïda amb pedra i morter de calç. Els escaires i els elements de ressalt són de pedra picada. Un mur de paret seca envolta la casa per la part de llevant, val a dir que està mig derruït.

## Història
Antic mas Isiats del qual s'entén notícies d'ençà del segle xii, concretament a partir de l'any 1195. Aquest grandiós casal donà nom al cingle conegut per Aiats. El trobem registrat en el fogatge de la parròquia i terme de Santa Jolia de Cabrera, l'any 1553; aleshores habitava al mas un tal Joan Axats, d'on degué derivar el nom d'aquesta Aiats.